# Ernest Savard
Pour les articles homonymes, voir Savard.
Ernest Savard est un courtier canadien en valeurs mobilières qui a été  associé dans l'entreprise de courtage Savard & Hart à Montréal au Québec. Il a joué un rôle important dans le développement du sport professionnel à Montréal.
Passionné de sport, Savard s'est associé en 1928 avec son partenaire d'affaires montréalais, le ministre Athanase David ainsi que l'Américain George Stallings, importante personnalité de la Ligue majeure de baseball, pour faire revivre les Royals de Montréal, une équipe de baseball, ainsi que pour construire le Stade Delorimier. 
En 1935, Savard a succédé Athanase David en tant que président des Canadiens de Montréal, un club de hockey sur glace, les servant jusqu'en 1940 lorsque Donat Raymond a pris la relève. Savard a aussi été directeur général de l'équipe durant la saison 1935-1936.